# Campionati mondiali di karate 2016
La 23ª edizione del campionato mondiale di karate si è svolta a Linz, in Austria, dal 25 al 30 ottobre 2016.

## Medagliere
| Posiz. | Nazione              | Oro | Argento | Bronzo | Totale |
| ------ | -------------------- | --- | ------- | ------ | ------ |
| 1      | Giappone             | 6   | 2       | 1      | 9      |
| 2      | Francia              | 3   | 2       | 4      | 9      |
| 3      | Iran                 | 3   | 0       | 3      | 6      |
| 4      | Egitto               | 1   | 2       | 2      | 5      |
| 5      | Azerbaigian          | 1   | 1       | 1      | 3      |
| 6      | Austria              | 1   | 0       | 1      | 2      |
| 7      | Inghilterra          | 1   | 0       | 0      | 1      |
| 8      | Spagna               | 0   | 3       | 2      | 5      |
| 9      | Brasile              | 0   | 1       | 0      | 1      |
| 9      | Danimarca            | 0   | 1       | 0      | 1      |
| 9      | Grecia               | 0   | 1       | 0      | 1      |
| 9      | Marocco              | 0   | 1       | 0      | 1      |
| 9      | Paesi Bassi          | 0   | 1       | 0      | 1      |
| 9      | Ungheria             | 0   | 1       | 0      | 1      |
| 15     | Italia               | 0   | 0       | 4      | 4      |
| 16     | Germania             | 0   | 0       | 2      | 2      |
| 16     | Slovacchia           | 0   | 0       | 2      | 2      |
| 16     | Venezuela            | 0   | 0       | 2      | 2      |
| 19     | Bosnia ed Erzegovina | 0   | 0       | 1      | 1      |
| 19     | Croazia              | 0   | 0       | 1      | 1      |
| 19     | Kosovo               | 0   | 0       | 1      | 1      |
| 19     | Montenegro           | 0   | 0       | 1      | 1      |
| 19     | Stati Uniti          | 0   | 0       | 1      | 1      |
| 19     | Taipei cinese        | 0   | 0       | 1      | 1      |
| 19     | Turchia              | 0   | 0       | 1      | 1      |
| 19     | Ucraina              | 0   | 0       | 1      | 1      |
| Totale | Totale               | 16  | 16      | 32     | 64     |

## Podi

### Maschili
| Specialità       | Oro | Argento | Bronzo |
| Kata             | Ryo Kiyuna | Damián Quintero | Ilja Smorguner Antonio José Díaz |
| Fino a 60 kg     | Amir Mehdizadeh | Geoffrey Berens | Firdovsi Farzaliyev Sofiane Agoudjil |
| Fino a 67 kg     | Jordan Thomas | Yves Martial Tadissi                                                                                                  | Steven Da Costa Andrés Madera |
| Fino a 75 kg     | Rafael Ağayev | Omar Abdelrahman | Ali Asghar Asiabari Luigi Busà |
| Fino a 84 kg     | Ryutaro Araga | Aykhan Mamayev | Zabihollah Poursheib Kenji Grillon |
| Oltre gli 84 kg  | Sajad Ganjzadeh | Achraf Ouchen | Anđelo Kvesić Herolind Nishevci |
| Kata a squadre   | Giappone Arata Kinjo Ryo Kiyuna Takuya Uemura                                                                       | Francia Lucas Jeannot Enzo Montarello Ahmed Zemouri                                                                   | Italia Mattia Busato Alessandro Iodice Alfredo Tocco Spagna José Carbonell Damián Quintero Francisco Salazar |
| Kumite a squadre | Iran Saeid Ahmadi Bahman Askari Ali Fadakar Sajjad Ganjzadeh Mehdi Khodabakhshi Zabihollah Poursheib Iman Sanchouli | Giappone Ryutaro Araga Rikiya Iimura Masaya Ishizuka Hideyoshi Kagawa Ken Nishimura Hiroto Shinohara Daisuke Watanabe | Germania Noah Bitsch Mehmet Bolat Nico Drexel Ricardo Giegler Jonathan Horne Heinrich Leistenschneider Robin Winters Francia Amin Bouazza Jessie Da Costa Logan Da Costa Steven Da Costa Marvin Garin Kenji Grillon Corentin Seguy |

### Femminili
| Specialità       | Oro                                                                 | Argento                                                              | Bronzo |
| Kata             | Kiyou Shimizu                                                       | Sarah Assem                                                          | Viviana Bottaro Sandra Sánchez                                                                                                   |
| Fino a 50 kg     | Alexandra Recchia                                                   | Miho Miyahara                                                        | Radwa Sayed Bettina Plank |
| Fino a 55 kg     | Emilie Thouy                                                        | Valéria Kumizaki                                                     | Wen Tzu-yun Sara Yamada |
| Fino a 61 kg     | Giana Farouk                                                        | Lucie Ignace                                                         | Anita Serogina Ingrida Suchánková                                                                                                |
| Fino a 68 kg     | Alisa Buchinger                                                     | Katrine Pedersen                                                     | Ivona Ćavar Marina Raković |
| Oltre i 68 kg    | Ayumi Uekusa                                                        | Eleni Chatziliadou                                                   | Dominika Tatárová Hamideh Abbasali                                                                                               |
| Kata a squadre   | Giappone Miku Morioka Hikaru Ono Kyosuke Yamashita                  | Spagna Gema Morales Margarita Morata Paula Rodríguez                 | Italia Sara Battaglia Viviana Bottaro Michela Pezzetti Turchia Dilara Bozan Rabia Küsmüş Gizem Şahin                             |
| Kumite a squadre | Francia Alizée Agier Leïla Heurtault Lucie Ignace Alexandra Recchia | Spagna Cristina Ferrer Laura Palacio Rocío Sánchez Cristina Vizcaíno | Stati Uniti Ashley Davis Cheryl Murphy Brandi Robinson Maya Wasowicz Egitto Giana Farouk Yassmin Hamdy Randa Rousfelt Nada Sayed |